# 2001 Mars Odyssey
Il 2001 Mars Odyssey è una sonda spaziale orbitante intorno al pianeta Marte, sviluppata dalla NASA e costruita da Lockheed Martin sotto la supervisione del Jet Propulsion Laboratory; La missione prevede l'uso di spettrometri e fotocamere termiche per individuare la presenza di acqua liquida o ghiaccio, studiare la geologia del pianeta e analizzare le radiazioni che lo circondano. I dati raccolti aiuteranno a constatare l'effettiva esistenza passata di vita su Marte e a comprendere le radiazioni che i futuri astronauti sperimenteranno sul pianeta rosso. Al 2017 la sonda opera soprattutto come ripetitore per le comunicazioni con i Mars Exploration Rovers, il Mars Science Laboratory ed il precedente lander Phoenix. La missione è stata chiamata in onore di Arthur C. Clarke, evocando il nome di 2001: Odissea nello spazio.
Odyssey venne lanciata il 7 aprile 2001 su un razzo Delta II 7925 dal complesso di lancio 17A della Cape Canaveral Air Force Station e raggiunse l'orbita marziana il 24 ottobre 2001, alle 2:30 UTC.
Il 15 dicembre 2010 superò il record della sonda più anziana operativa su Marte, con 3340 giorni di operatività, superando il titolo fino ad allora detenuto dal Mars Global Surveyor, oltrepassando anche il record per la sonda più longeva operativa su un pianeta diverso dalla Terra, il Pioneer Venus Orbiter, durato 15 anni, 3 mesi e 4 giorni.. Il 7 aprile 2021 la sonda ha raggiunto i vent'anni di operatività dal momento del lancio, e si prevede che abbia combustile sufficiente per operare fino al 2025.

## Obiettivi scientifici
Per determinare l'abitabilità di Marte, obiettivo primario della missione, il 2001 Mars Odyssey ha i seguenti obiettivi scientifici:
- mappare la composizione chimica della superficie globale (GRS);[16]
- determinare l'abbondanza di idrogeno nel sottosuolo superficiale (GRS);[16]
- acquisire immagini spaziali e spettrali sulla mineralogia della superficie (THEMIS);[17]
- fornire informazioni sulla morfologia della superficie marziana (THEMIS);[17]
- caratterizzare le radiazioni nell'ambiente spaziale vicino a Marte per determinare i rischi per futuri equipaggi umani (MARIE).[18]

## Sviluppo
Il 2001 Mars Odyssey era originariamente un componente del programma chiamato Mars Surveyor 2001 Orbiter. Originariamente doveva essere lanciato con un lander chiamato Mars Surveyor 2001 Lander, cancellato nel maggio 2000 a seguito del fallimento del Mars Climate Orbiter e del Mars Polar Lander a fine 1999. La successiva denominazione della sonda come 2001 Mars Odyssey è un tributo alla visione dell'esplorazione spaziale nei lavori di Arthur C. Clarke, specie 2001: Odissea nello spazio.

### Il nome
Ad agosto 2000 la NASA valutò con una commissione composta da Mark Dahl, Michael Meyer, Steve Saunders e Don Savage il nome da adottare per la sonda. Tra più di 200 proposte, la commissione optò per Astrobiological Reconnaissance and Elemental Surveyor, abbreviato in ARES (un tributo ad Ares, dio Greco della guerra). Ritenuto eccessivamente aggressivo, la commissione optò per 2001 Mars Odyssey, precedentemente scartato per problemi di copyright e trademark, dopo aver mandato una email ad Arthur C. Clarke nello Sri Lanka; l'autore del celeberrimo libro si ritenne onorato dal dare il nome a una sonda spaziale, accettando senza esitazioni. Il 20 settembre 2000 l'amministratore associato della NASA Ed Weiler scrisse all'amministratore associato degli affari pubblici richiedendo un cambio di nome da ARES a 2001 Mars Odyssey, e Peggy Wilhide approvò il cambiamento.

## La sonda

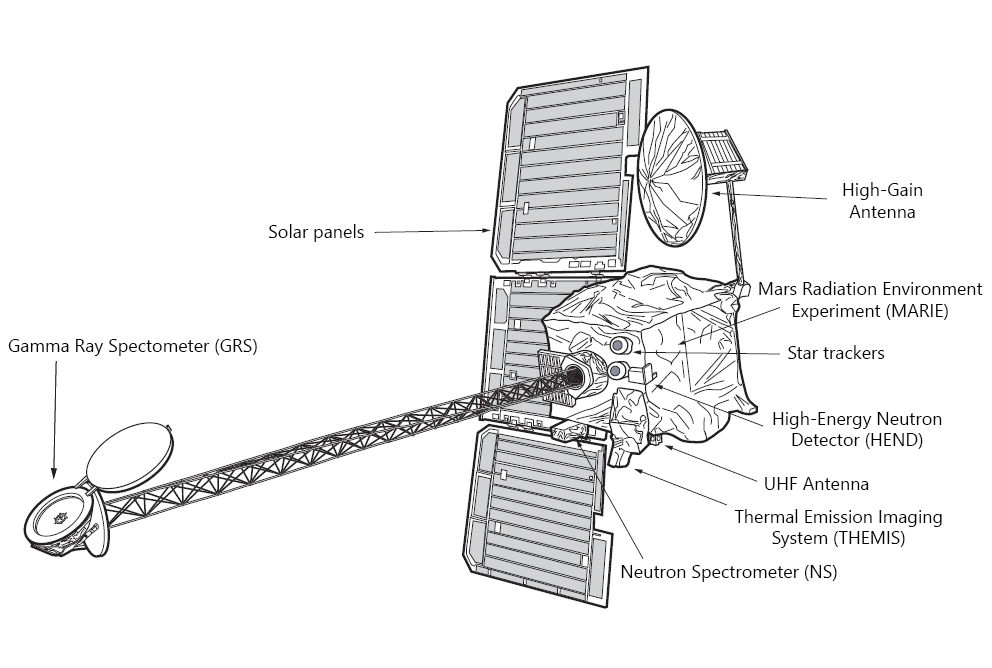
Schema della sonda

La forma del 2001 Mars Odyssey, nonostante non sia ben definibile, può essere messa in un box immaginario dalle dimensioni (2,2 m × 1,7 × 2,6) m; al lancio pesava 725 kg, di cui 331,8 kg componevano la sonda a secco con tutti i suoi sistemi, 348,7 kg il propellente e 44,5 kg gli strumenti scientifici.
La struttura della sonda è costruita prevalentemente in alluminio e titanio. L'uso di quest'ultimo materiale, più leggero ma costoso, permette di conservare massa mantenendo resistenza. La struttura metallica dell'Odyssey è simile a quella usata nella costruzione di velivoli militari ad alte prestazioni.
La maggior parte dei sistemi a bordo è ridondante; ciò significa che in caso di rottura di un dispositivo, c'è un sistema di backup pronto a compensarlo. L'unica eccezione è la memoria che conserva i dati fotografici provenienti dal sistema fotografico a emissione termale.

### Gestione di dati e comandi

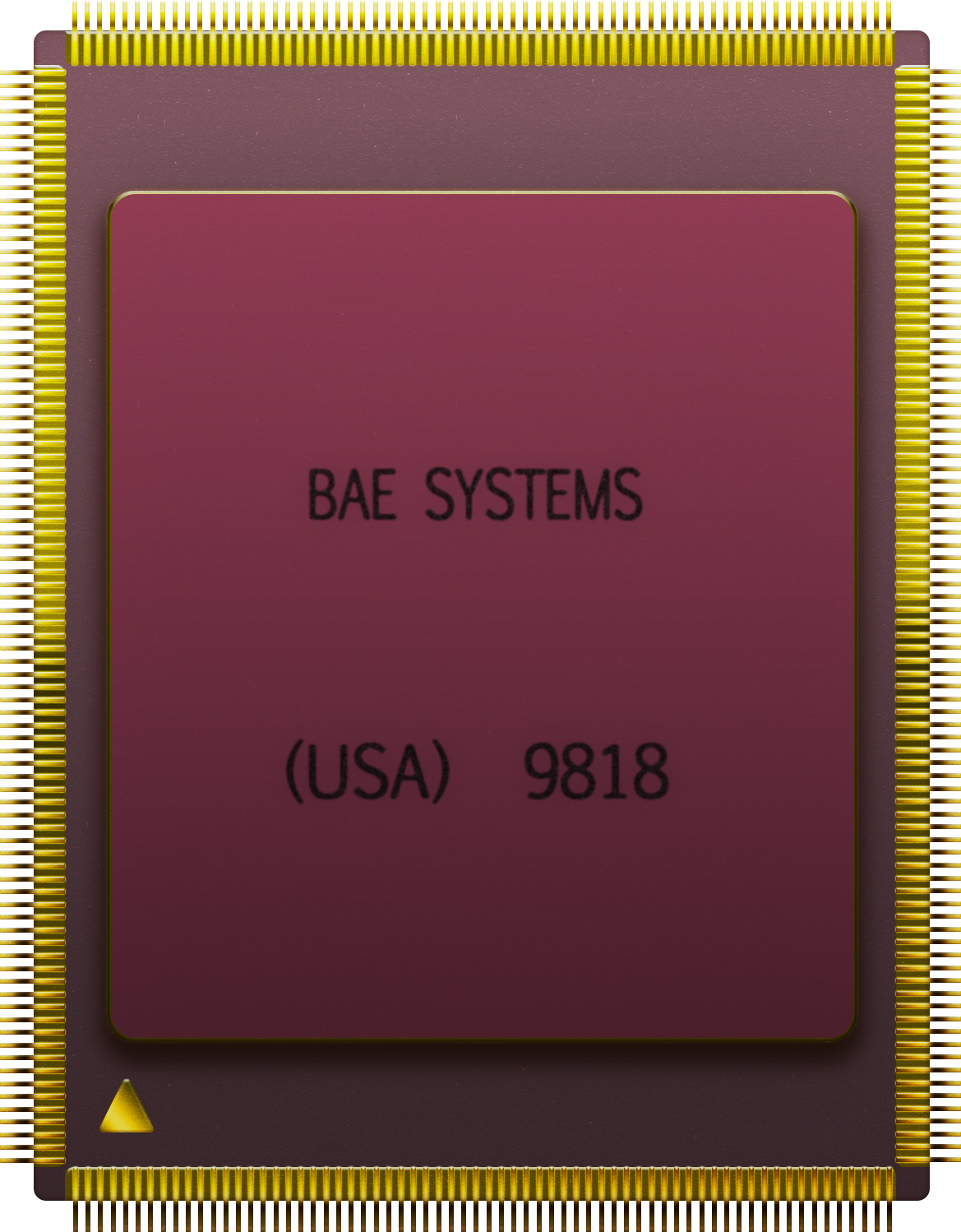
Il RAD6000, cuore del computer di Odyssey

Tutte le funzioni della sonda vengono gestite dal sottosistema di gestione comandi e dati, il cui cuore è una CPU RAD6000, una versione potenziata contro le radiazioni di un chip PowerPC, all'epoca usato sulla maggior parte dei Macintosh. Con 128 MB di RAM e 3 MB di Flash ROM, che permette al sistema di mantenere dati anche senza corrente, il sottosistema esegue il software di volo di Odyssey e controlla la sonda attraverso le elettroniche di interfaccia, le quali fanno uso di schede per comunicare con le periferiche esterne. Queste schede scivolano negli slot della scheda madre del computer permettendo al sistema di eseguire operazioni specifiche che altrimenti non sarebbero eseguibili. Per ridondanza, ci sono 2 copie identiche delle elettroniche di interfaccia e dei computer, così in caso di rottura dell'unità primaria sarebbe possibile passare a quella di backup.
La comunicazione con i sensori dell'Odyssey, che misurano l'orientamento della sonda, o attitudine, e i suoi strumenti scientifici, è eseguita attraverso un'altra scheda d'interfaccia. Una scheda I/O principale raccoglie i segnali da tutta la sonda e ne manda altri verso il sottosistema di alimentazione elettrico. L'interfaccia dei sottosistemi per telecomunicazioni dell'Odyssey è gestita attraverso un'altra scheda uplink/downlink.
Ci sono altre 2 schede nel sottosistema di gestione dei comandi e dati, entrambe interamente ridondanti. La scheda di interfaccia del modulo prende il controllo della sonda durante l'eventuale passaggio all'hardware di backup e gestisce l'orario della sonda. Una scheda di conversione trasforma la corrente elettrica del sottosistema di alimentazione nella tensione giusta reindirizzandola verso gli altri componenti del sottosistema di gestione dei comandi e dei dati.
L'ultima scheda di interfaccia è una scheda di memoria di massa singola e non ridondante da 1 GB utilizzata per immagazzinare le immagini.
L'intero sottosistema di gestione dei comandi e dei dati pesa 11,1 kg.

### Telecomunicazioni

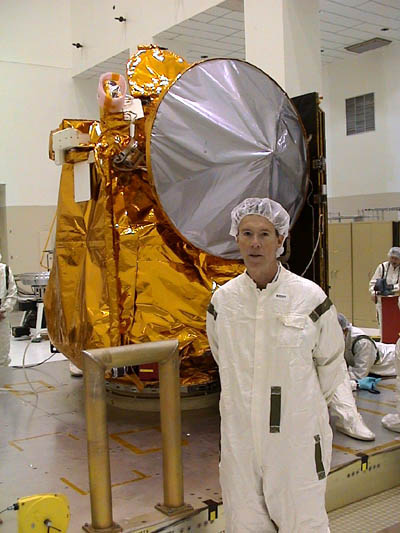
L'antenna ad alto guadagno di Odyssey una volta montata sul bus della sonda

Il sottosistema di Odyssey per le telecomunicazioni è composto da un sistema radio operante in banda X e un altro operante in UHF, che permettono alla sonda di comunicare con il controllo a terra durante tutte le fasi della missione. In particolare, il sistema a banda X è usato per le comunicazioni tra la Terra e l'orbiter, mentre quello UHF per le comunicazioni tra Odyssey e un lander o rover presente sulla superficie di Marte.
Il sottosistema per le telecomunicazioni pesa 23,9 kg.

### Sistema di alimentazione elettrico
Tutta la corrente elettrica della sonda viene generata, immagazzinata e distribuita dal sottosistema di alimentazione elettrico, che ottiene la sua potenza da celle fotovoltaiche in arsenuro di gallio. Un'unità di distribuzione e guida elettrica contiene interruttori che inviano adeguatamente la corrente, immagazzinata in una batteria al nichel idrogeno da 16 Ah, nei sistemi della sonda.
Il sottosistema di alimentazione elettrico opera i giunti cardanici sull'antenna ad alto guadagno e i 3 moduli solari e contiene un'unità d'inizializzazione pirotecnica, che attiva valvole e cavi di combustione e apre le valvole dei propulsori.
Il sottosistema di alimentazione elettrico pesa 86 kg.

### Guida, navigazione e controllo
Usando 3 paia ridondanti di sensori, il sottosistema di guida, navigazione e controllo determina l'orientamento della sonda, o attitudine. Un tracciatore solare viene usato per rilevare la posizione del Sole come backup alla fotocamera stellare, usata per osservare i campi stellari. Tra ciascun aggiornamento di quest'ultima, un'unità di misura inerziale raccoglie informazioni sull'orientamento della sonda.
Questo sistema include anche rotelle a reazione, dispositivi simili a giroscopi usati assieme ai propulsori per controllare l'orientamento della sonda. Come la maggior parte delle sonde, la sua attitudine è mantenuta in relazione allo spazio su 3 assi anziché attraverso la rotazione. Ci sono un totale di 4 rotelle a reazione, con 3 usate per il controllo primario e una di backup.
Il sottosistema di guida, navigazione e controllo pesa 23,4 kg.

### Propulsione

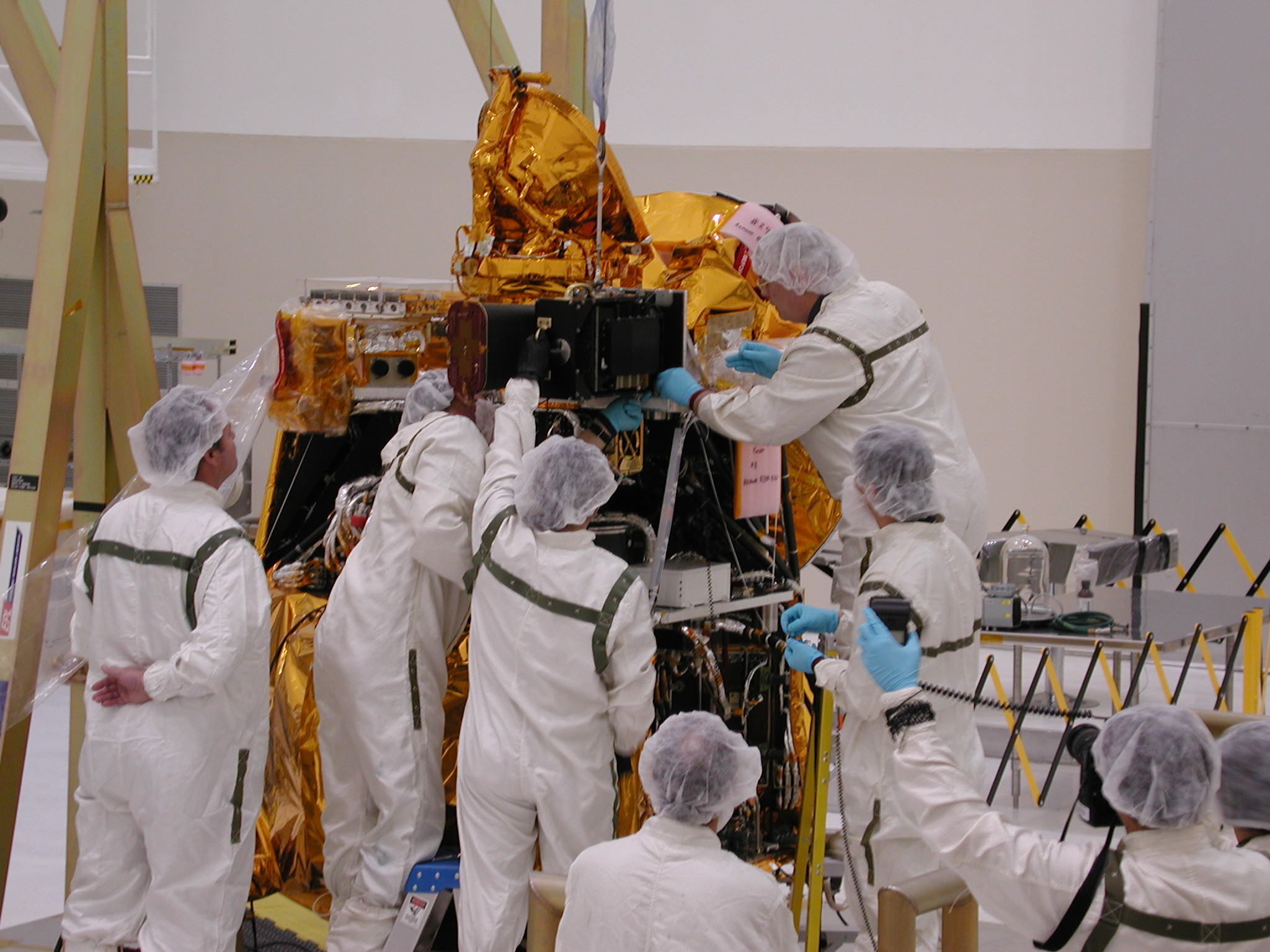
Tecnici Lockheed Martin durante l'assemblaggio degli strumenti scientifici

Il sottosistema propulsivo è caratterizzato da un set di piccoli propulsori e un motore primario. I propulsori sono necessari per eseguire il controllo di assetto della sonda e le manovre di correzione della traiettoria, mentre il motore principale è usato per posizionare la sonda in orbita attorno a Marte.
Il motore principale, che adotta idrazina come propellente e tetraossido di diazoto come ossidante, produce una spinta minima di 640 N. Ciascuno dei 4 propulsori usati per il controllo di assetto produce una spinta di 0,98 N. Infine, 4 propulsori da 22,6 N vengono usati per il direzionamento della sonda.
In aggiunta a tubature miste, valvole pirotecniche e filtri, il sottosistema propulsivo include anche un serbatoio dell'elio, gas usato per pressurizzare i serbatoi del propellente e dell'ossidante.
Il sottosistema propulsivo pesa 49,7 kg.

### Strutture
La struttura della sonda è suddivisa in 2 moduli, uno propulsivo, contenente serbatoi, propulsori e tubature, e uno dell'equipaggiamento, che è composto da un ponte dell'equipaggiamento, che supporta i componenti ingegneristici e il MARIE, e un ponte scientifico collegato da sostegni. Nella parte alta del ponte scientifico sono presenti il THEMIS e il GRS con i relativi strumenti secondari e le fotocamere stellari, mentre il ponte inferiore ospita il box delle elettroniche del GRS.
Il sottosistema delle strutture pesa 81,7 kg.

### Controllo termico
Il sottosistema di controllo termico mantiene le temperature di ciascun componente della sonda entro i limiti, usando un insieme di riscaldatori, radiatori, aperture, coperte e vernici termiche.
Il sottosistema di controllo termico pesa 20,3 kg.

### Meccanismi
Diversi meccanismi usati a bordo dell'Odyssey sono attribuibili alla sua antenna ad alto guadagno, mantenuta da 3 dispositivi di puntamento durante lancio, viaggio e aerobraking. Una volta raggiunta l'orbita scientifica, l'antenna venne dispiegata con una cerniera motorizzata e direzionata attraverso giunti cardanici a 2 assi.
Anche i 3 pannelli solari erano tenuti al lancio da 4 dispositivi di blocco che li rilasciarono poco dopo, e il cui puntamento dipende da giunti cardanici biassiali.
L'ultimo meccanismo è il sistema di dispiegamento del braccio del GRS.
Tutti i meccanismi combinati pesano 24,2 kg.

### Software di volo
Odyssey riceve i suoi comandi e sequenze dalla Terra e le trasferisce in azioni della sonda attraverso il software di volo, che è capace di eseguire diverse operazioni e comandi immediati contemporaneamente.
Il software responsabile dell'acquisizione dei dati è estremamente flessibile. Ottiene i dati dai dispositivi scientifici e ingegneristici e li inserisce in apposite categorie che i comandi a terra possono facilmente modificare.
Il software di volo è anche responsabile di determinate funzioni autonome, come la protezione dell'attitudine e dei guasti, eseguendo controlli interni molto frequenti per determinare la presenza di un errore. Se il software rileva un problema, eseguirà automaticamente un numero di operazioni prestabilite per risolverlo e inserirà la sonda in modalità di sicurezza in attesa di comandi a terra.

## Strumentazione scientifica
I tre strumenti principali del 2001 Mars Odyssey sono:
- Gamma Ray Spectrometer (GRS), tra cui l'High Energy Neutron Detector (HEND) fornito dalla Russia;
- Thermal Emission Imaging System (THEMIS);
- Mars Radiation Environment Experiment (MARIE).

### Gamma Ray Spectometer

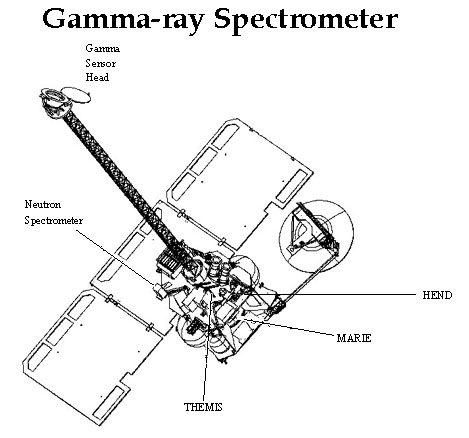
Illustrazione del GRS

Il Gamma Ray Spectometer consiste in 4 componenti principali: la testa del sensore ai raggi gamma, lo spettrometro ai neutroni (NS), il rilevatore di neutroni ad alta energia (HEND, High-Energy Neutron Detector) e l'insieme delle elettroniche principali. Il primo componente è separato dal resto della struttura da un braccio lungo 6,2 m, esteso dopo l'inserzione orbitale della sonda, utile a ridurre l'interferenza tra i raggi gamma oggetti di studio e quelli prodotti dalla sonda stessa. I rilevatori e spettrometri di neutroni, invece, sono montati direttamente sul bus e operano attivamente nella missione di mappatura.

La testa del sensore ai raggi gamma è costituita da un cristallo di germanio purissimo da 1,2 kg, mantenuto a una tensione di circa 3 kV, che si attiva solo in caso di urto con una particella carica o un fotone ad alta energia ionizzante, la cui energia viene amplificata, misurata e digitalmente convertita in uno dei 16384 possibili canali, producendo dopo qualche secondo un istogramma della distribuzione degli eventi in funzione dell'energia, sotto forma di spettro gamma. La testa del GRS contiene, oltre al rilevatore, un dissipatore termico, un preamplificatore a basse temperature, uno scudo termico con chiusura e un sostegno al termine del braccio.

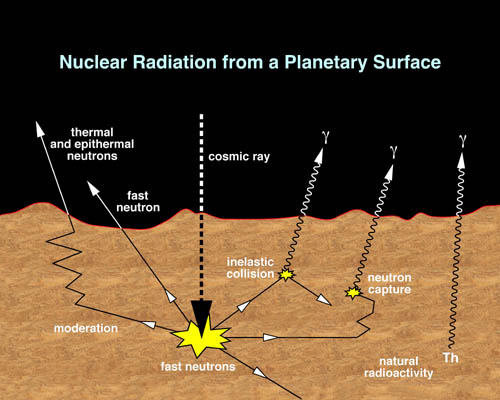
Come funziona il GRS

L'HEND integra in uno strumento un set di 5 sensori di particelle, tra cui 3 contatori proporzionali e 2 scintillatori, specifici per ogni livello di energia, e un set di schede elettroniche, che controllano digitalmente le operazioni dei sensori e la loro tensione. Quando tutti i suoi sensori sono accesi, l'HEND permette di misurare l'energia dei neutroni in superficie tra 0,4 eV e 10 MeV.

Il Neutron Spectrometer (NS) è disegnato per rilevare neutroni in 3 classi energetiche, termica, epitermica e veloce, cui a ciascuna corrisponde il grado al quale i neutroni liberi, prodotti da collisioni con raggi cosmici galattici, vengono moderati o messi a contatto con gli altri. L'idrogeno è un ottimo moderatore di neutroni e il rilevatore è ben sensibile alla sua presenza superficiale (fino a una profondità di circa 1 metro), per cui larghe concentrazioni di idrogeno potrebbero indicare la presenza di acqua allo stato solido o liquido.

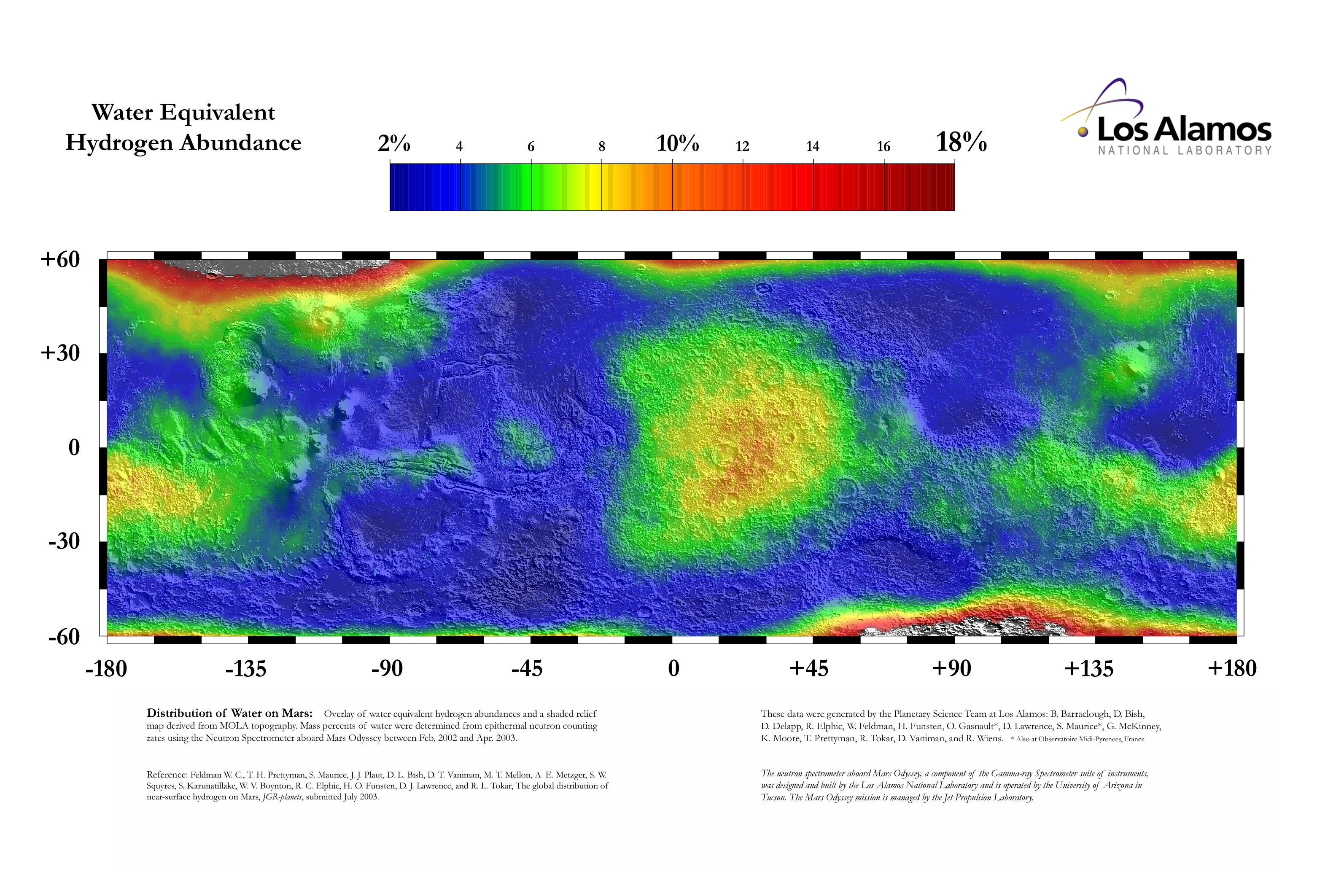
Mappa della distribuzione globale dell'idrogeno sulla superficie marziana, ottenuta per mezzo di misurazioni del NS

Se esposti ai raggi cosmici i nuclei dei composti al suolo emettono energia sotto forma di raggi gamma, che vengono osservati dal GRS per quantificarne l'abbondanza. L'HEND e gli spettrometri ai neutroni rilevano i neutroni espulsi, mentre la testa del sensore ai raggi gamma rileva i raggi gamma, fornendo una mappa completa della composizione superficiale.
Lo spettrometro ha fornito importanti notizie sull'origine e l'evoluzione di Marte e i processi che l'hanno modellato nel passato e lo modellano nel presente. Inoltre i dati forniti vengono utilizzati per determinare l'abbondanza di elementi nelle più grandi regioni geologiche marziane, attraverso una mappa globale dei depositi di acqua, la loro variazione di battente nei pressi della superficie, e le variazioni stagionali a cui sono sottoposte le calotte polari.
Lo strumento è il prodotto di una partnership tra il Lunar and Planetary Lab dell'Università dell'Arizona (GRS), il Los Alamos National Laboratory (NS) e il Russia's Space Research Institute (HEND).

#### Specifiche
- Massa: 30,5 kg
- Potenza: 32 W
- Dimensioni totali: (46,8 × 53,4 × 60,4) cm
- Dimensioni spettrometro a neutroni: (17,3 × 14,4 × 31,4) cm
- Dimensioni rilevatore di neutroni ad alta energia: (30,3 × 24,8 × 24,2) cm
- Bus dell'elettronica: (28,1 × 24,3 × 23,4) cm

### Thermal Emission Imaging System

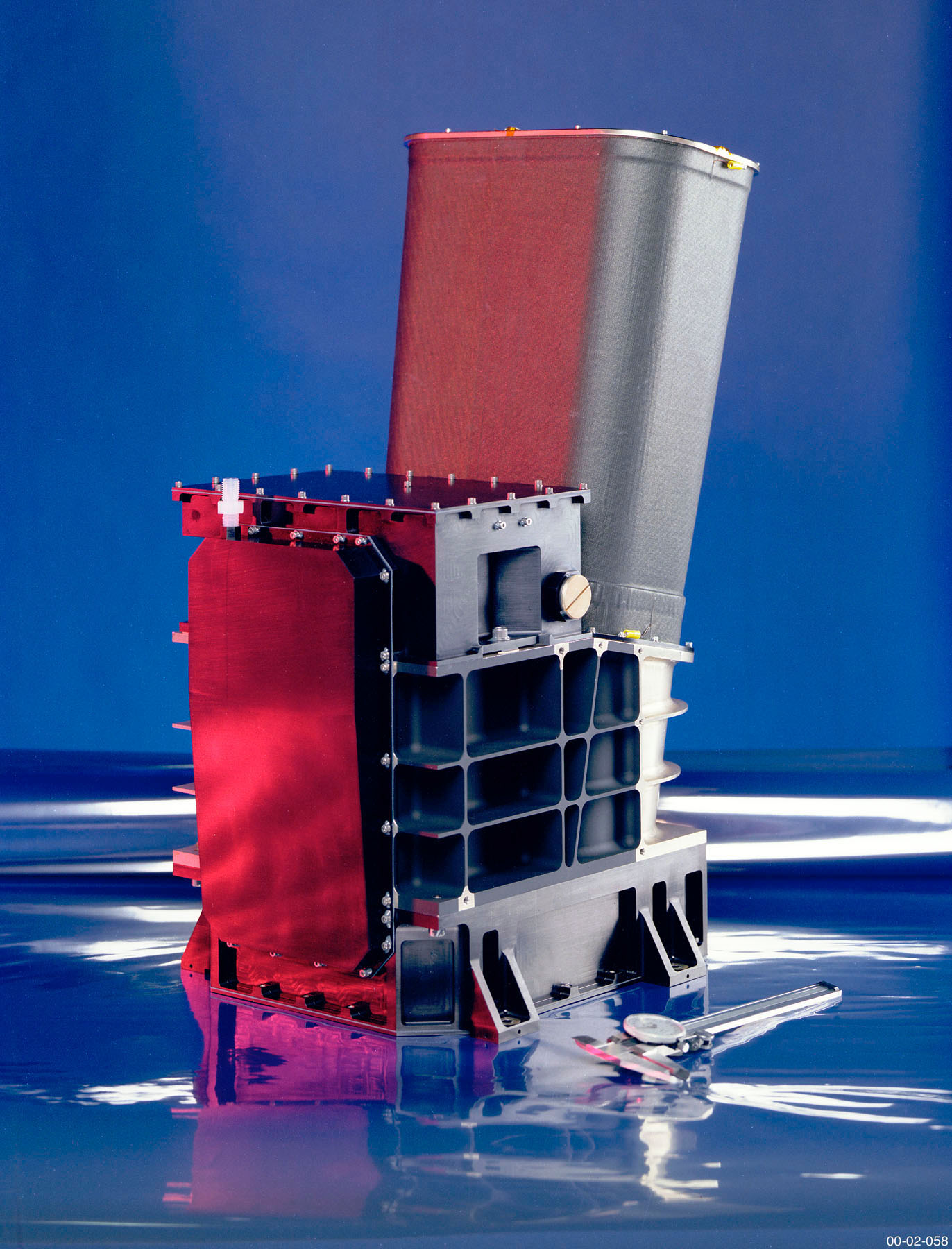
Il Thermal Emission Imaging System a bordo del 2001 Mars Odyssey

Il Thermal Emission Imaging System (THEMIS) a bordo del 2001 Mars Odyssey è concepito per studiare la mineralogia della superficie e le proprietà fisiche di Marte scattando immagini termiche multispettrali in 9 lunghezze d'onda dell'infrarosso comprese tra 6,8 e 14,9 µm e in 5 bande del visibile e vicino infrarosso comprese tra 0,42 e 0,86 µm.
Durante la missione scientifica primaria THEMIS ha mappato durante il dì e la notte l'intero pianeta producendo immagini multispettrali nell'infrarosso, con risoluzione di 100 m per pixel, il 60% del pianeta in immagini monospettrali nel visibile, a una risoluzione di 18 m per pixel, e diverse immagini nel visibile in 5 lunghezze d'onda.
La maggior parte dei materiali geologici, tra cui carbonati, silicati, solfati, fosfati e idrossidi, possiedono bande di assorbimento vibrazionali ben definite nell'infrarosso da cui è possibile estrarre diverse informazioni diagnostiche sulla loro composizione. L'abilità nell'identificare in tal modo un'ampia gamma di minerali permette di rilevare quelli chiave per l'acqua, come carbonati e silicati idrotermali, e di classificarli nel proprio contesto geologico.
Gli obiettivi specifici dello strumento sono:
- determinare la mineralogia e petrologia dei depositi associati ad ambienti idrotermali per identificare eventuali siti da studiare più accuratamente attraverso lander e rover;
- rilevare anomalie termiche associate a sistemi idrotermali attivi sotto la superficie;
- studiare i processi geologici su piccola scala e le caratteristiche di possibili siti di atterraggio attraverso le proprie proprietà morfologiche e fisiche;
- studiare le variazioni stagionali alle calotte polari.

Il THEMIS segue al Thermal Emission Spectrometer (TES) e alla Mars Orbiter Camera (MOC) a bordo del Mars Global Surveyor, offrendo una risoluzione spaziale nell'infrarosso sensibilmente migliore; il suo scopo è infatti quello di migliorare la mappatura globale iperspettrale (a 143 bande) compiuta dal TES, dalla MOC e dalle sonde Viking.
Lo strumento è costituito da un microbolometro non raffreddato montato sul piano focale infrarosso assieme ai 3 specchi interni del telescopio riflettore anastigmatico con apertura di 12 cm e f/1.6. Pur avendo interfacce dati indipendenti, le fotocamere nel visibile e nell'infrarosso condividono sia le ottiche che l'alloggio. Il piano focale IR ha 320 pixel crosstrack e 240 pixel downtrack ricoperti da filtri a nastro da 10 a 1 μm in 9 lunghezze d'onda. Nel visibile la fotocamera dispone di un array di 1024 × 1024 pixel con 5 filtri.

#### Specifiche
- Massa: 11,2 kg
- Potenza: 14 W
- Dimensioni totali: (54,4 × 37 × 28,6) cm

### Mars Radiation Environment Experiment

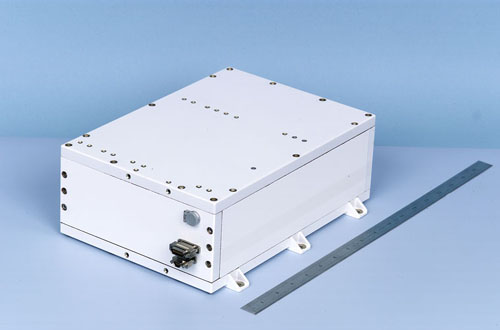
Il MARIE, usato per studiare la radiazione marziana, nella configurazione di lancio

Il Mars Radiation Environment Experiment è uno spettrometro capace di misurare lo spettro energetico elementare delle particelle cariche. È montato sul ponte scientifico del 2001 Mars Odyssey e ha un campo visivo che varia dai 90° ai 180° a seconda della posizione della sonda. 9 rilevatori separati all'interno del MARIE sono inseriti in un insieme che funge da telescopio. Questo stack consiste in 2 rilevatori A, 2 rivelatori sensibili alla posizione (PSD), 4 rilevatori B e un rilevatore C (Cherenkov). I rilevatori A e B, in silicio, sono i principali identificatori di particelle. Ciascun rilevatore registra un segnale proporzionale all'energia depositata, funzione dell'energia della particella e del campo della sua carica (Z). Le particelle con energia sufficiente passano attraverso tutti i rilevatori; tuttavia, alcune particelle si fermano nello stack del rilevatore e la carica e l'energia di alcune di queste possono essere dedotte in base ai segnali di energia depositata e la profondità della penetrazione. Se una particella entra nel telescopio in un cono di sensibilità di 60°, e ha abbastanza energia per entrare in entrambi i rilevatori A1 e A2, è considerato un evento coincidente. In tal caso, tutte le schede dei rivelatori vengono sondate dalla CPU e i dati dell'evento vengono registrati. I PSD registrano anche la posizione dell'urto all'interno del rilevatore.
L'energia minima richiesta per formare una coincidenza A1A2 corrisponde a un protone con un campo più vasto rispetto alla somma dello spessore dei rilevatori A1/PSD1/PSD2 messi insieme e una minuscola parte dello spessore dell'A2. Ciascun impatto aggiunge fino a 0,374 g/cm2 di Si grazie a un'energia di 19,8 MeV.
Le funzioni di risposta angolare vengono calcolate per quelle particelle che formano una coincidenza A1A2 e passano anche attraverso i rilevatori PSD, dato che sono le uniche particelle i cui angoli di incidenza possono essere misurati. Da notare che non tutte le particelle che danno origine a coincidenze A1A2 passano attraverso i PSD1 e PSD2 dato che i rilevatori sensibili alla posizione sono leggermente più piccoli.
Se una particella colpisce uno dei rilevatori A, l'evento viene scartato perché l'angolo di impatto e l'energia persa nelle altre schede di rilevazione non sono noti. Inoltre, qualsiasi particella in entrata dalla parte bassa del telescopio non registrerà un evento sul rilevatore C a causa delle sue proprietà direzionali.

#### Specifiche
- Massa: 3,3 kg
- Potenza: 7 W
- Dimensioni totali: (29,4 × 23,2 × 10,8) cm

## Panoramica della missione

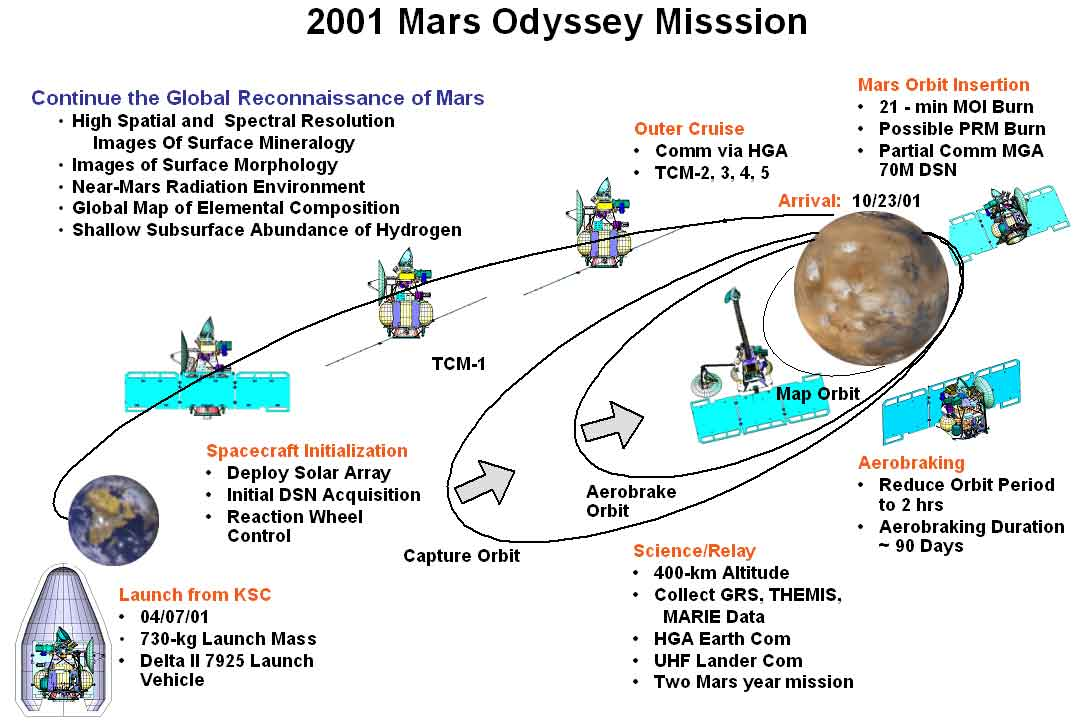
Schema della missione

### Lancio

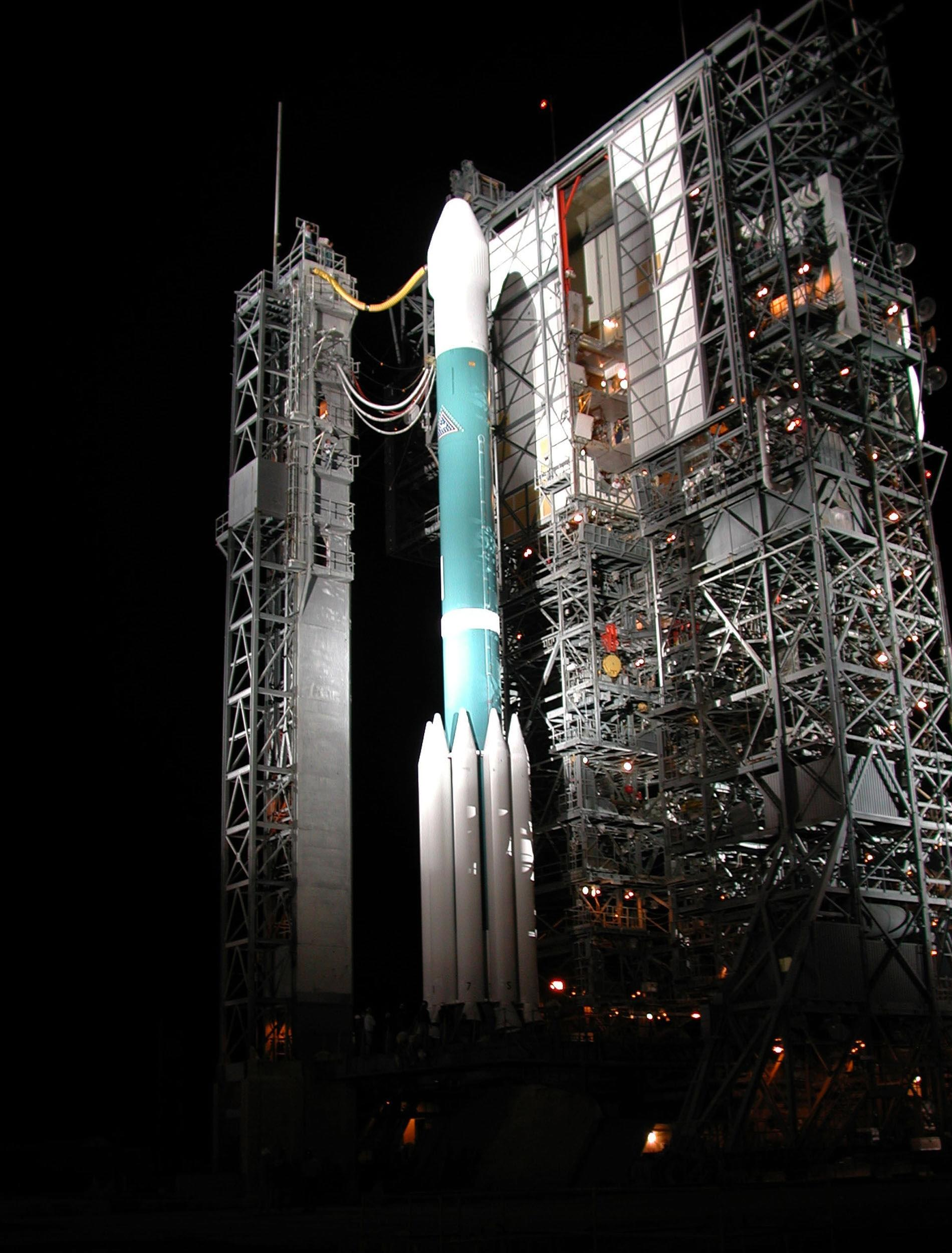
Il Delta II 7925 con a bordo il 2001 Mars Odyssey durante gli ultimi preparativi del lancio

Il 2001 Mars Odyssey venne lanciato con successo il 7 aprile 2001 alle 11.02 EDT. Circa 53 minuti dopo il lancio, alle 11.55 EDT, il controllo volo al Jet Propulsion Laboratory ricevette il primo segnale dalla sonda attraverso le antenne del Deep Space Network a Canberra, in Australia.
Successivamente vennero resi disponibili 2 filmati del lancio:
- Un video da 6 minuti del Kennedy Space Center, con lift-off, spegnimento dei razzi solidi e jettison, spegnimento del motore principale, separazione del primo stadio, ignizione del secondo stadio ed espulsione delle carenature;[75]
- Un video da 3 minuti del Jet Propulsion Laboratory, che mostra lo spegnimento del secondo stadio, l’avvio della rotazione della sonda, e la separazione dal resto del razzo.[76]

La finestra di lancio dell’orbiter si estendeva per 21 giorni tra il 7 e il 27 aprile. I primi 12 giorni costituivano la finestra di lancio primaria durante i quali sarebbe stata possibile la missione scientifica nominale. La finestra di lancio secondaria correva dal 19 al 27 aprile, ma avendo una velocità di fuga più elevata con conseguente aerobraking più lento, il lancio durante questo periodo avrebbe potuto intaccare la missione scientifica. Le date di arrivo su Marte erano calcolate tra il 24 e il 28 ottobre 2001.

#### Finestre quotidiane
Ogni giorno nella finestra di lancio era possibile eseguire fino a 2 tentativi, separati da 30-60 minuti a seconda del giorno; il 7 aprile la prima era alle 11:02 EDT, seguita da quella delle 11:32 EDT, mentre nei giorni le finestre sarebbero state disponibili più presto.

#### Liftoff

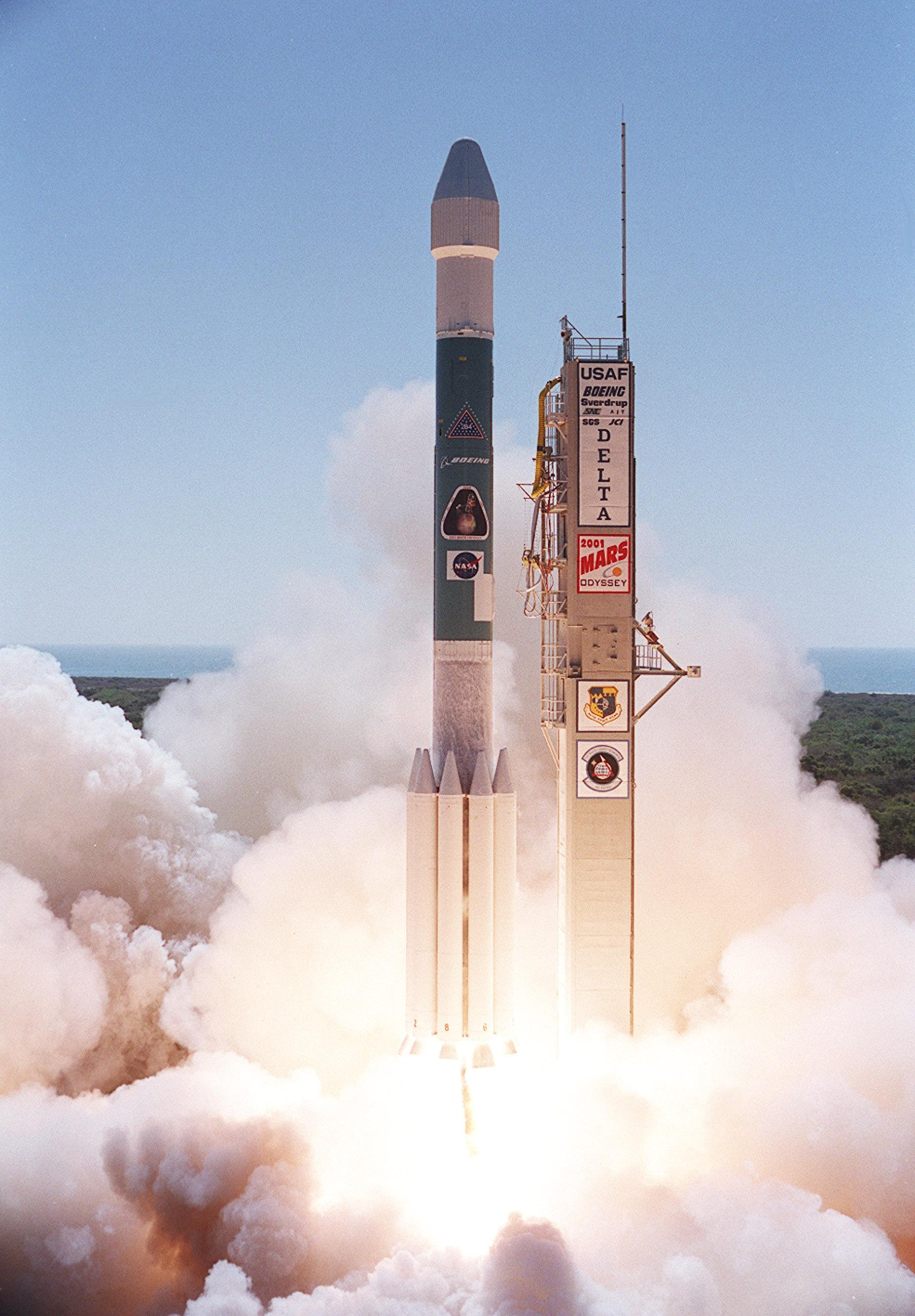
Il Delta II 7925 si solleva dalla CCAFS per portare il 2001 Mars Odyssey verso Marte

Odyssey decollò dallo Space Launch Complex 17 della Cape Canaveral Air Force Station, in Florida a bordo di un Delta II 7925. 66 secondi dopo il lancio vennero espulsi i primi tre motori a razzo solidi, seguiti dal secondo set un secondo dopo e dai 3 boosters finali 2 minuti e 11 secondi dopo il lancio. Circa 4 minuti e 24 secondi dopo il liftoff, il primo stadio si spense e venne espulso 8 secondi dopo. Circa 5 secondi dopo avvenne l’ignizione del secondo stadio, con la rimozione della carenatura 4 minuti e 41 secondi dopo il lancio. La prima accensione del secondo stadio si concluse 10 minuti e 3 secondi dopo il lancio.
A questo punto, il veicolo era in un’orbita di parcheggio ad un’altitudine di 189 km. Una volta raggiunto il punto orbitale corretto, 24 minuti e 32 secondi dopo il lancio, il secondo stadio venne riacceso. Per mettere in rotazione il terzo stadio ancora attaccato al secondo vennero avviati dei piccoli razzi. Il terzo stadio successivamente si separò dal secondo per spedire la sonda fuori dall’orbita terrestre verso Marte. Un sistema di controllo della rotazione (consistente in un propulsore posto su un braccio montato a un lato del terzo stadio) mantenne la traiettoria durante la manovra. Circa 33 minuti dopo il lancio lo stadio superiore arrestò la rotazione per separarsi dal 2001 Mars Odyssey e fargli acquisire il miglior orientamento. Qualsiasi rotazione sarebbe successivamente stata rimossa attraverso i propulsori di bordo.
Circa 36 minuti dopo il lancio vennero estesi i pannelli solari, operazione conclusasi circa 8 minuti dopo. Dopodiché, l'Odyssey iniziò a trasmettere la propria altitudine iniziale per cui l'antenna da 34 m del complesso DSN a Canberra, in Australia, acquisì il primo segnale un'ora dopo il decollo.

### Viaggio interplanetario
La fase di viaggio interplanetario tra la Terra e Marte durò circa 200 giorni. Iniziò con il primo contatto con il DSN appena dopo il lancio e si estese fino a 7 giorni prima dell'arrivo su Marte. Le attività primarie durante questa fase includevano un checkup della sonda nella sua configurazione di viaggio, monitorandola assieme ai suoi strumenti scientifici, e l'esecuzione delle attività necessarie a determinarne il corretto orientamento. Le attività scientifiche pianificate per la fase di viaggio interplanetario includevano invece controlli sulla salute e sullo stato del carico, la calibrazione degli strumenti e l'ottenimento di alcuni dati da determinati strumenti scientifici.

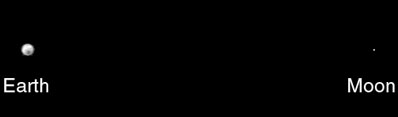
Una foto scattata dal 2001 Mars Odyssey che mostra la Terra e la Luna.

Il programma di volo venne chiamato di Tipo 1 dato che avveniva a meno di 180° di inclinazione rispetto al Sole. Durante i primi 2 mesi solo la stazione DSN di Canberra fu capace di monitorare la sonda, seguita a maggio dalla stazione di Goldstone, in California, e a inizio giugno da quelle di Madrid e Santiago.
Durante la prima fase di missione l'orbiter trasmise dati a Terra impiegando soprattutto l'antenna a medio guadagno e ricevendo i comandi con quella a basso. Solo 30 giorni dopo il lancio l'orbiter iniziò a trasmettere e ricevere attraverso l'antenna ad alto guadagno, secondo sequenze generate e inviate circa una volta ogni 4 settimane durante uno dei passaggi regolarmente pianificati del DSN.

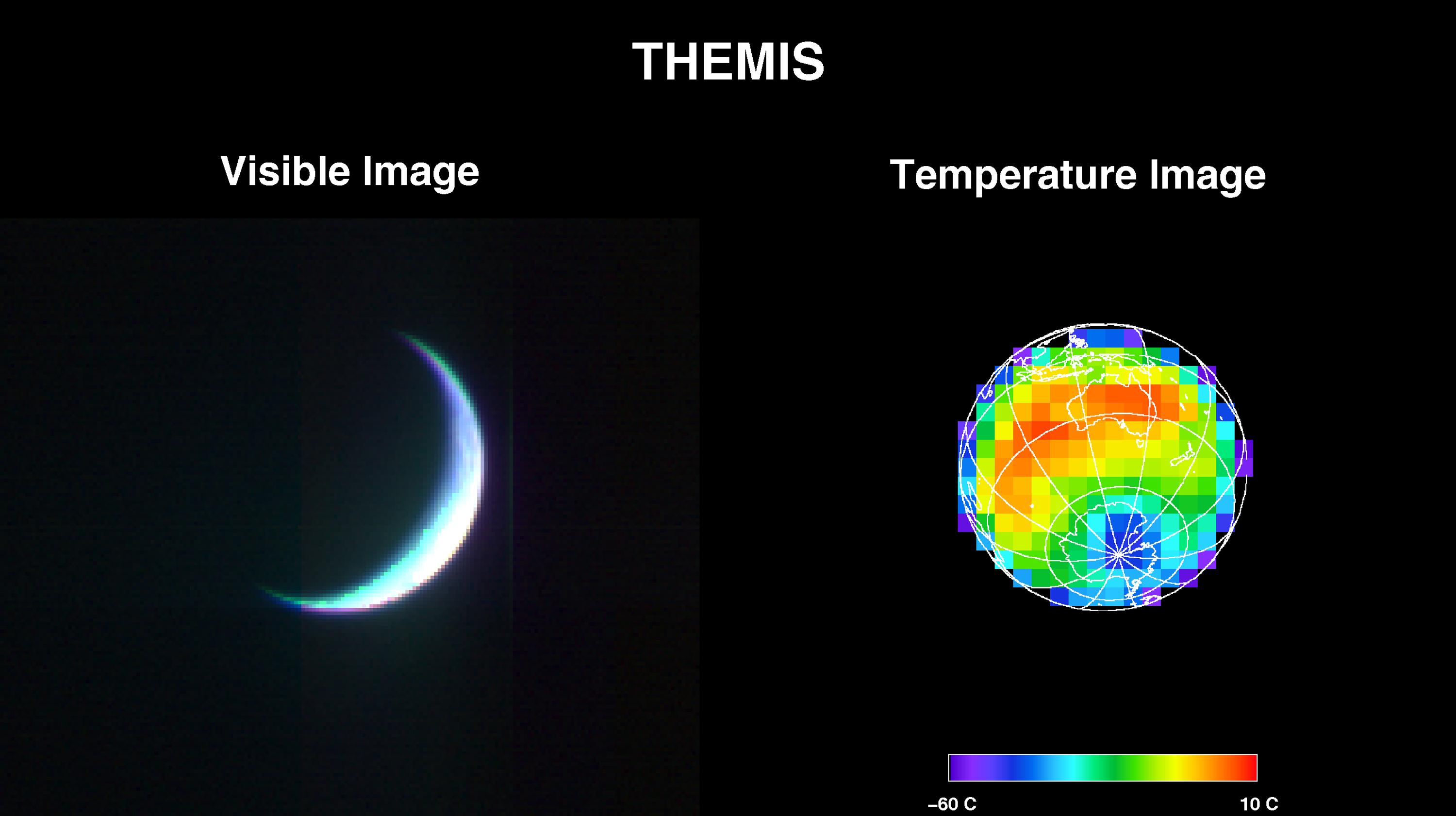
Un'immagine della Terra scattata nel visibile e nell'infrarosso dal THEMIS il 19 aprile 2001

La sonda determinò perfettamente il suo orientamento nello spazio attraverso una fotocamera stellare e un'unità di misura inerziale, volando con entrambe le antenne a medio e alto guadagno puntate verso la Terra e i pannelli solari rivolti verso il Sole. Il suo orientamento venne controllato attraverso rotelle a reazione (dispositivi con rotelle simili a giroscopi) occasionalmente desaturate per scaricarne il momento attraverso l'accensione dei propulsori del veicolo.

Durante il viaggio interplanetario Odyssey accese i suoi propulsori 5 volte in modo da eseguire le opportune correzioni orbitali. La prima di queste avvenne 8 giorni dopo il lancio a causa degli errori di iniezione iniziale verso Marte, seguita da una seconda manovra 82 giorni dopo. Le rimanenti 3 manovre di correzione orbitale vennero usate per direzionare la sonda verso la migliore localizzazione su Marte. Queste vennero pianificate per il 14 settembre, il 17 ottobre e il 24 ottobre, prima dell'arrivo della sonda. Il veicolo comunicò continuativamente per 24 ore con le antenne del Deep Space Network durante tutte le manovre correttive, che vennero eseguite in modalità "volgi e accendi", in cui la sonda si puntava verso l'attitudine desiderata prima di accendere i propulsori. Era chiaro che durante le accensioni la sonda avrebbe potuto non essere puntata verso la Terra, per cui non era pianificata alcuna comunicazione durante questo breve momento critico.

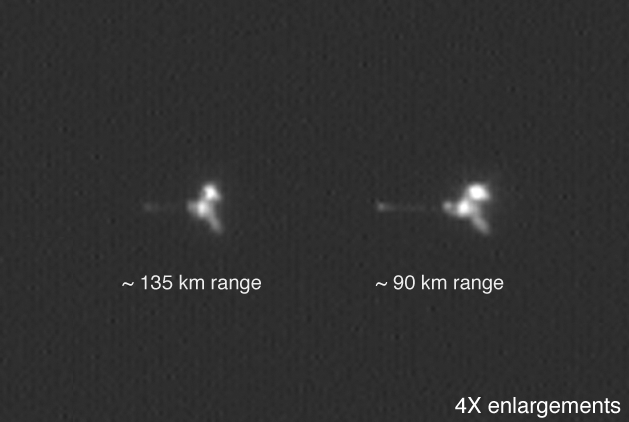
L'arrivo di Odyssey fotografato dal Mars Global Surveyor

Il controllo della navigazione interplanetaria prevedeva diverse misurazioni interferometriche tra 2 sorgenti radio (ovvero il segnale di telemetria proveniente dall'Odyssey e un quasar o il segnale telemetrico proveniente dal Mars Global Surveyor) registrate simultaneamente dalle 2 antenne radio. Le misurazioni ottenute sarebbero state quindi archiviate e processate per il test dei sistemi durante il primo e medio viaggio e settimanalmente durante la fase di approccio di Marte. Per i primi 14 giorni dopo il lancio il DSN tracciò continuativamente la sonda prima della fase silenziosa, in cui avvennero solo 3 controlli di 8 ore, prima di riprendere con il tracciamento costante 50 giorni prima dell'arrivo su Marte.
Durante questa fase vennero accesi, testati e calibrati tutti gli strumenti scientifici. In particolare, il THEMIS ottenne diverse immagini della Luna e della Terra circa 12 giorni dopo il lancio, indicando il corretto funzionamento dello strumento. Per quanto concerne il GRS, esso venne testato in 2 periodi differenti, nei quali ciascuno dei 3 sensori dello spettroscopio ai neutroni venne acceso e testato. Infine, il MARIE ottenne costantemente dati sulle radiazioni interplanetarie con lo scopo di determinare le radiazioni tra la Terra e Marte.
Infine, tra 60 e 80 giorni dopo il lancio vennero effettuati vari test sull'antenna UHF dell'orbiter attraverso quella da 45 metri della Stanford University.

### Mars Orbit Insertion (MOI)
La tabella che segue contiene tutte le operazioni eseguite per la manovra di inserzione orbitale marziana il 24 ottobre 2001. Tutti gli orari, pomeridiani, sono riferiti al PDT.
- 4:56 - circa 2 ore e mezza prima dell'accensione del propulsore principale vengono accesi piccoli razzi di desaturazione per scaricare il momento delle rotelle a reazione;
- 7:06 - i catalizzatori di riscaldamento del catbed (la base del veicolo) vengono accesi con lo scopo mitigare la temperatura permettendo ai motori RCS responsabili di rollio, beccheggio e imbardata della sonda di operare correttamente le opportune accensioni intermittenti;
- 7:12 - le linee di alimentazione del propulsore principale (precedentemente sfiatate da ogni gas residuo) vengono aperte grazie a valvole pirotecniche. 5 minuti dopo, i serbatoi vengono pressurizzati attraverso l'apertura di ulteriori valvole assicurando un regolare flusso di ossidante e propellente durante la combustione. Ogni carica pirotecnica apre una guarnizione creando una linea pulita dal diametro di una matita per permettere al pressurizzante, elio gassoso, di entrare nei serbatoi;

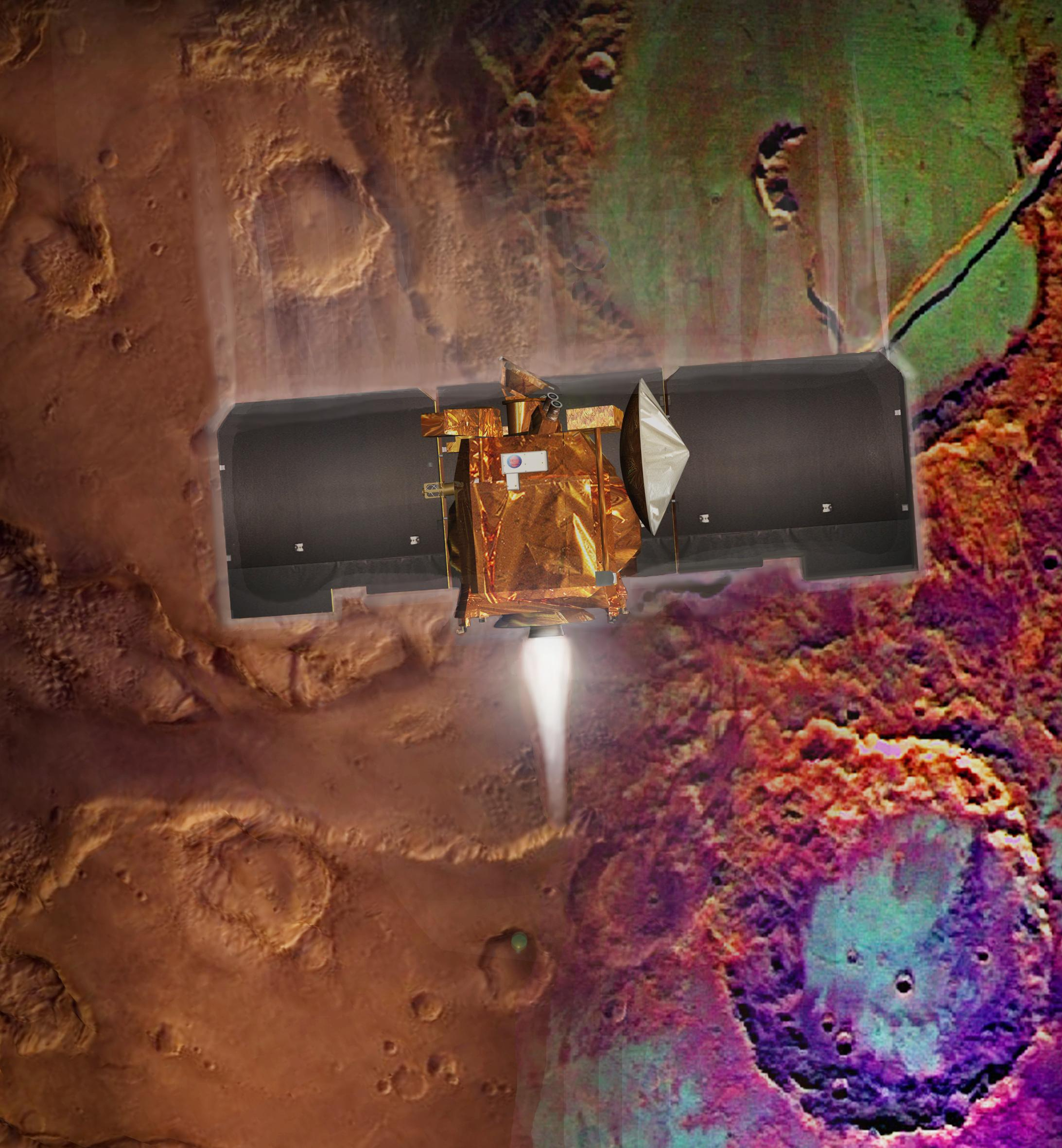
La sonda durante la manovra di inserzione orbitale marziana

- 7:18 - i canali di telecomunicazione vengono spostati dall'antenna ad alto guadagno a quella a medio e basso. Queste antenne sono meno potenti ma possono ricevere e inviare segnali in un arco temporale più ampio. Prima del passaggio dietro Marte la sonda trasmette solo segnali di trasferimento, cioè privi di telemetria. Il motore principale termina la prima accensione e il veicolo viene catturato dalla gravità marziana in un’orbita altamente ellittica attorno a Marte;
- 7:19 - l'antenna del DSN a Goldstone, in California, riceve i segnali di trasferimento di Odyssey, calcolando il moto della sonda in base all'effetto Doppler dovuto alle variazioni di frequenza. Le rotelle a reazione dirigono la sonda nella direzione corretta in preparazione dell’accensione di inserzione orbitale;
- 7:26 – ignizione del motore principale per avviare la Mars Orbit Insertion (MOI);
- 7:36 - il Deep Space Network perde il collegamento con Odyssey a causa del passaggio dietro Marte;
- 7:36 – dietro Marte e senza comunicazioni, la sonda entra nell’ombra marziana per 2 minuti;
- 7:39 - Odyssey raggiunge il periapside a un’altitudine di circa 328 km. La sonda è ancora irraggiungibile a terra;
- 7:45 – l’accensione del motore principale viene completata;
- 7:49 – ancora isolata, la sonda punta l’antenna ad alto guadagno verso la Terra attraverso le rotelle a reazione e il software di protezione contro i guasti viene riattivato;
- 7:56 – da Terra Odyssey emerge sull'orizzonte di Marte, e le antenne del Deep Space Network provano a contattarlo;
- 8:00 – i serbatoi di Odyssey vengono meccanicamente isolati con valvole pirotecniche in modo tale da evitare pressurizzazioni eccessive;
- 8:01 - Odyssey avvia le telemetrie e inizia a trasmettere dati a 40 bps. Il Deep Space Network impiega diversi minuti per sincronizzare l’equipaggiamento con le telemetrie a causa della bassa velocità di ricezione con cui i dati vengono ricevuti. Una volta fissato il collegamento, i messaggi da Odyssey vengono reindirizzati al JPL.

### Aerofrenaggio
Odyssey trascorse 3 mesi circa in aerofrenaggio, sfruttando la frizione degli strati superiori dell'atmosfera marziana per rallentare e stabilizzare la propria orbita circolare. Utilizzando l'atmosfera di Marte per rallentare la sonda, anziché i motori, vennero risparmiati più di 200 kg di propellente (che permisero alla missione di essere lanciata con un vettore più economico rispetto agli altri). L'aerobreaking finì a gennaio, e Odyssey avviò la missione di mappatura il 19 febbraio 2002, terminandola ad agosto 2004.

### Mappatura e missione scientifica primaria
La missione scientifica primaria iniziò circa 90 giorni dopo la cattura della sonda in orbita marziana e durò 917 giorni terrestri. L’inclinazione di Odyssey è di 93,1°, risultando in un’orbita quasi eliosincrona, con periodo orbitale appena inferiore alle 2 ore. Le tracce di suolo mappate sono longitudinalmente separate da circa 29,5° e vengono sorvolate ogni 2 sol, o giorni marziani.
Durante la fase scientifica e la missione estesa, il sistema di fotografia ad emissioni termali catturò immagini multispettrali nell’infrarosso per creare mappe globali dei minerali sulla superficie marziana e immagini nel visibile con una risoluzione di circa 18 metri per pixel. Lo spettrometro ai raggi gamma catturò misurazioni globali durante tutte le stagioni marziane. Infine, il Mars Radiation Environment Experiment ottenne dati sulle radiazioni dell’ambiente planetario fino alla fine della missione primaria.

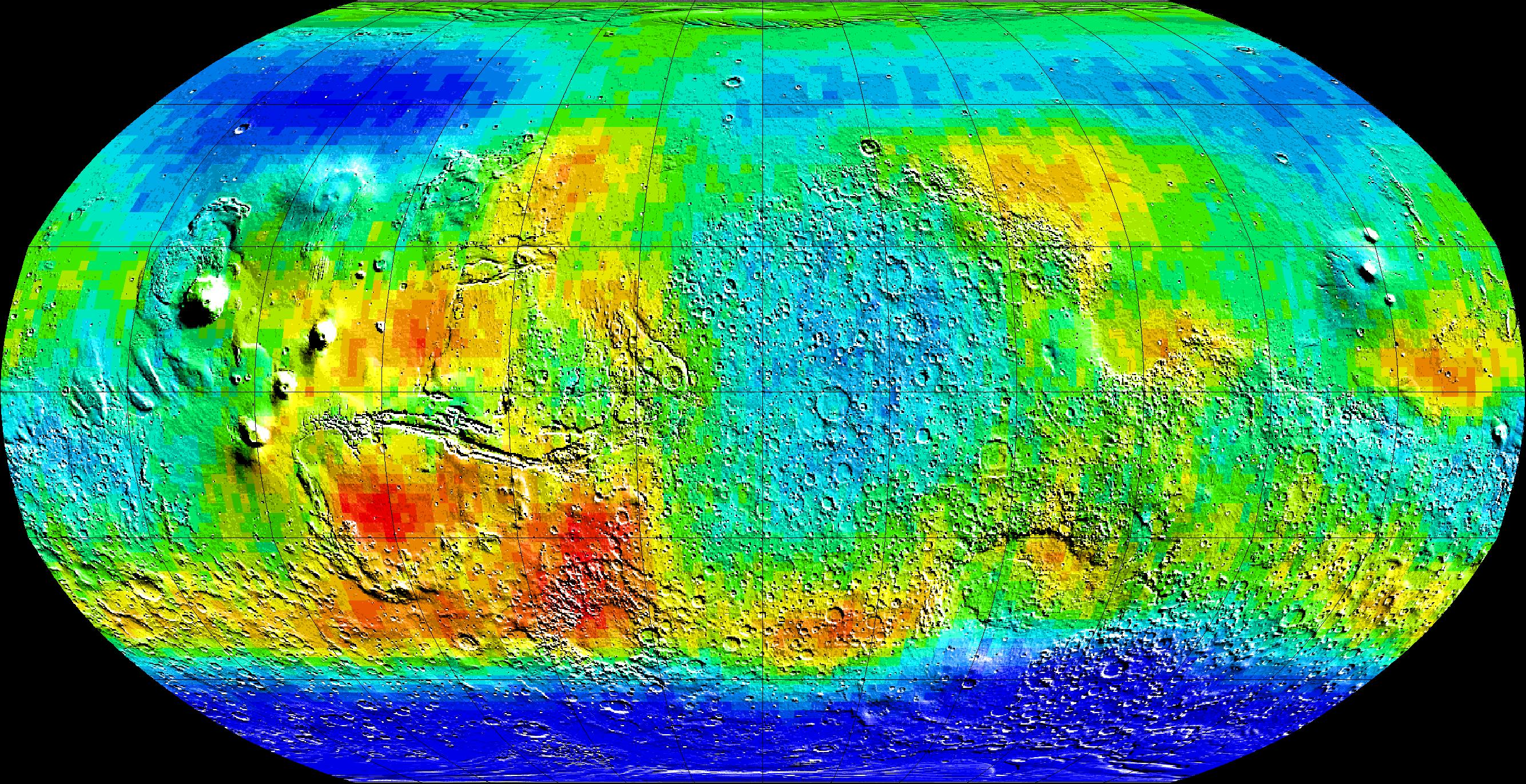
Mappa globale dei neutroni epitermici sulla superficie di Marte, catturata dal GRS nel 2002

### Ripetitore per le telecomunicazioni

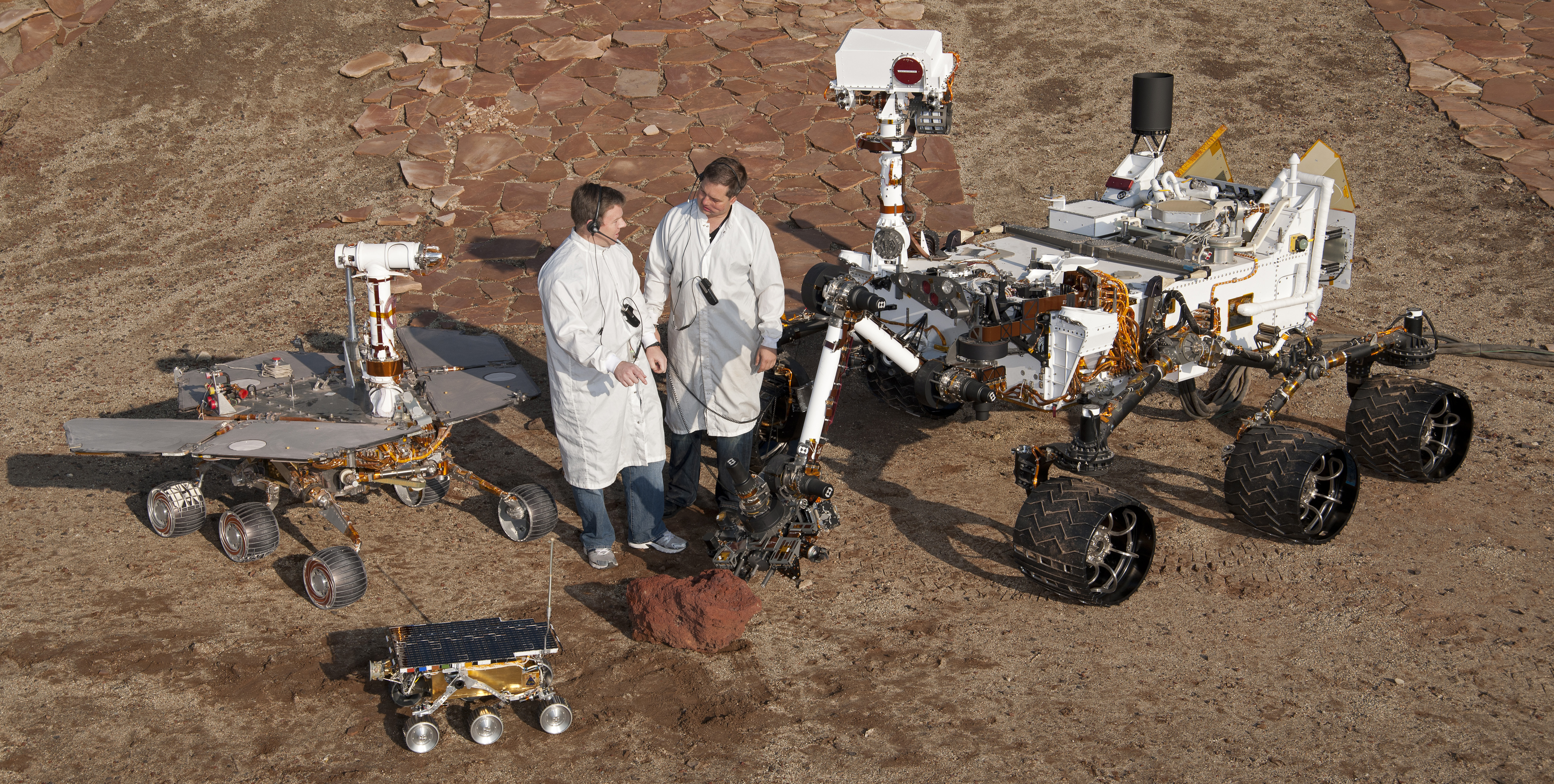
I rover Sojourner, Opportunity e Curiosity a confronto

Attualmente Odyssey opera come ripetitore per le telecomunicazioni tra la Terra e i 2 rover della NASA operativi sulla superficie del pianeta. Circa l'85% delle immagini e dei dati ottenuti dai Mars Exploration Rovers, Spirit e Opportunity, sono stati ricevuti grazie a Odyssey. L'orbiter supportò anche il Mars Reconnaissance Orbiter durante i suoi primi mesi di aerobreaking nel 2006, monitorando le condizioni atmosferiche, e aiutò nella selezione di potenziali siti di atterraggio per lander e rover, tra cui il Phoenix Mars Lander, che atterrò con successo nel 2008. Nel 2016, lo strumento THEMIS ha aiutato nella selezione del sito di atterraggio del lander InSight, previsto il lancio nel 2018, designando Elysium Planitia come il più idoneo per la sua missione di lunga durata.

### Missione estesa
Il 30 settembre 2008 (sol 2465) la sonda alterò la propria orbita migliorando la sensibilità del THEMIS dandogli la possibilità di mappare meglio la mineralogia marziana, pur dovendo disattivare il GRS onde evitare surriscaldamenti.

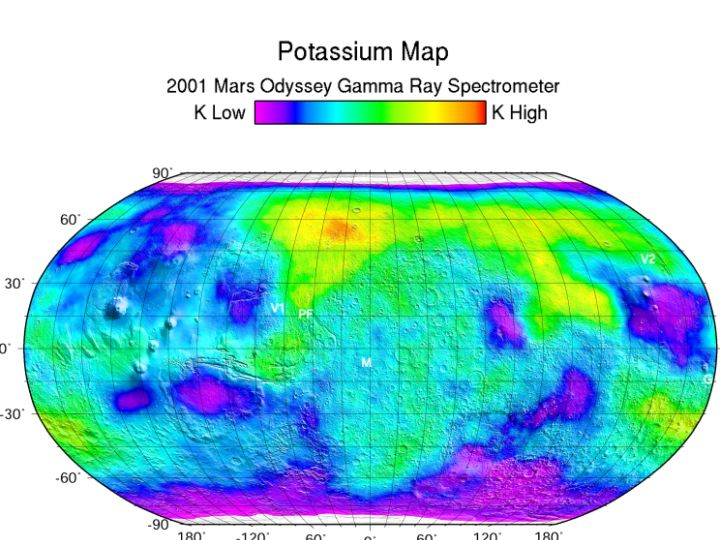
Mappa raffigurante la distribuzione globale di potassio sulla superficie marziana, ottenuta grazie alle osservazioni del GRS

Il 28 ottobre 2003 il carico del MARIE smise di funzionare dopo un grande evento solare che bombardò Odyssey. Gli ingegneri della missione credono che la causa principale sia attribuibile al danneggiamento di un chip da parte di una particella solare, causando la distruzione del computer dello strumento.
Uno dei tre giroscopi fallì nel giugno 2012, ma il disegno di Odyssey ne includeva un quarto di scorta, per cui dopo tre settimane in modalità provvisoria la sonda tornò perfettamente operativa.
L'11 febbraio 2014 il controllo missione accelerò lo spostamento graduale di Odyssey verso un'orbita non eliosincrona entro novembre 2015, per permettere l'osservazione delle variazioni di temperatura superficiale immediatamente dopo l'alba e il tramonto in migliaia di regioni marziane. Questo spostamento permetterebbe di approfondire le conoscenze sulla composizione del terreno, sui processi di variazione della temperatura e sui geysers alimentati dallo sgelo del ghiaccio secco presente nei pressi dei poli marziani.
Il 19 ottobre 2014, a seguito del flyby della cometa Siding Spring, la NASA riportò che il 2001 Mars Odyssey, assieme al Mars Reconnaissance Orbiter e il MAVEN, non aveva riportato danneggiamenti.

#### Acqua su Marte

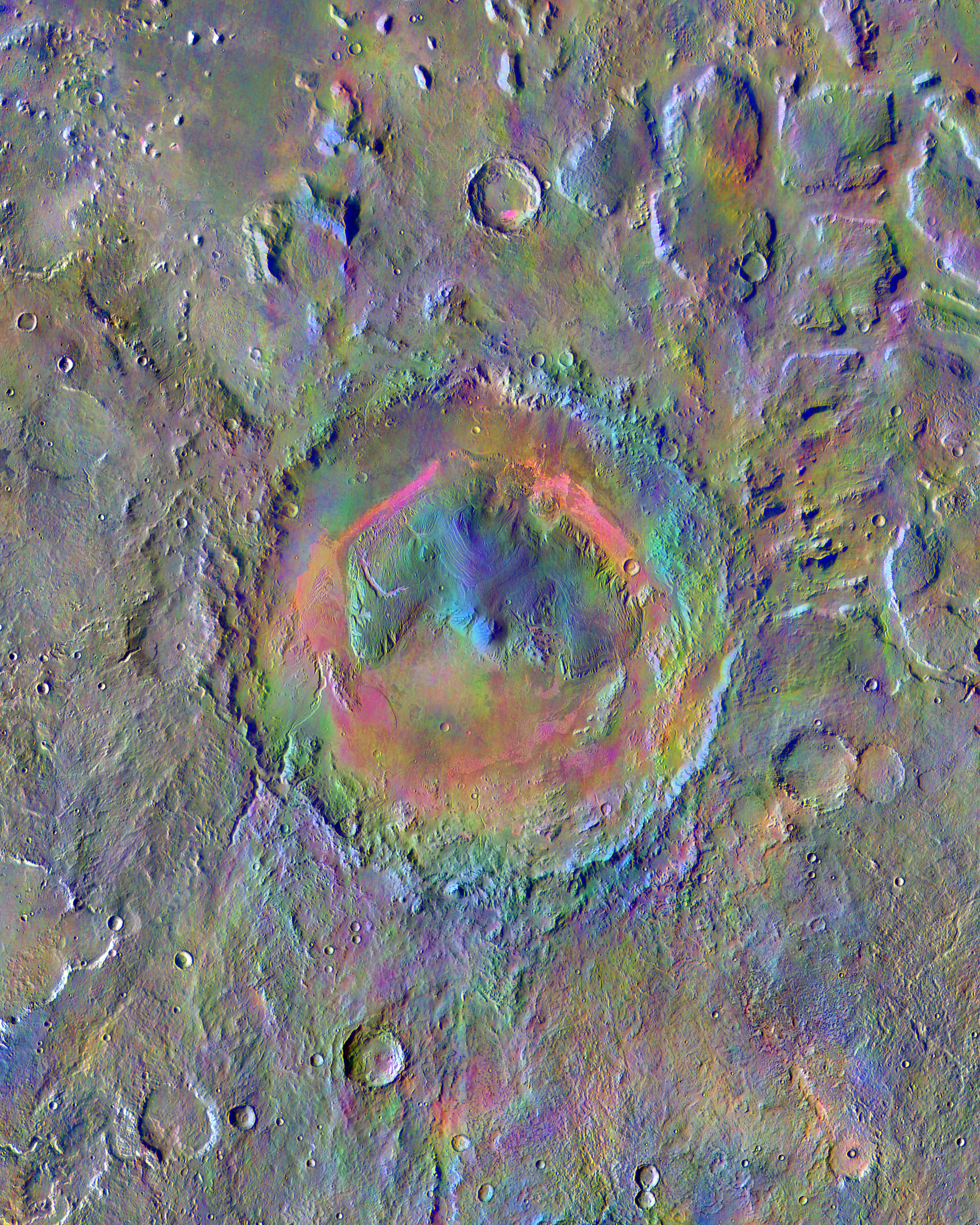
Immagine del Cratere Gale, sito di atterraggio del rover Curiosity, catturata da THEMIS nel giugno del 2015

Il 28 maggio 2002 (sol 210) la NASA riportò che il GRS aveva riscontrato grandi quantità di idrogeno, segno della presenza di uno strato di ghiaccio a un metro di profondità della superficie marziana, la cui distribuzione globale venne successivamente mappata.
Il 31 luglio 2008 la NASA annunciò che il lander Phoenix aveva confermato la presenza di acqua su Marte, come predetto dall'orbiter nel 2002, per cui c'era speranza di trovare luoghi in cui potevano esserci composti organici e, probabilmente, vita microscopica.

#### Odyssey e Curiosity
Nel 2012 il THEMIS venne utilizzato allo scopo di selezionare un sito di atterraggio per il Mars Science Laboratory (MSL). Inoltre, diversi giorni prima dell'atterraggio di Curiosity l'orbita di Odyssey venne alterata onde assicurare il ricevimento dei segnali del rover durante i suoi primi minuti sul suolo marziano, continuando a operare come ripetitore dei segnali UHF del rover per il resto della missione, facilitata dall'orbita della sonda che passa esattamente 2 volte al giorno sul MSL, per cui è possibile pianificarne con regolarità i contatti con la Terra.

## Risultati scientifici

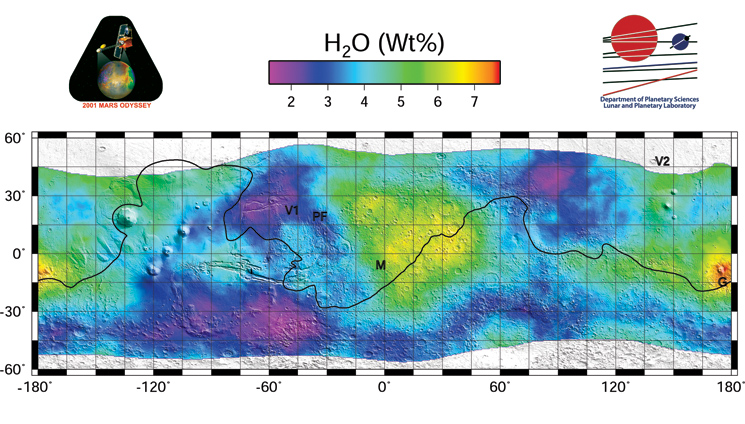
Una mappa di Marte, basata sui dati raccolti dal GRS, mostra la concentrazione di acqua sul pianeta rosso

Le ricerche scientifiche del 2001 Mars Odyssey hanno supportato la strategia di inseguimento dell'acqua dei MER nell'ambito del Mars Exploration Program, raggiungendo i seguenti obiettivi:
- Determinare i luoghi dove sorse la vita su Marte: nonostante Odyssey non trasporti strumenti per rilevare vita su Marte, i dati raccolti dalla missione permettono di capire dove un ambiente marziano sarebbe in grado di sostenere la vita. Uno dei requisiti fondamentali per la vita come quella terrestre è la presenza di acqua liquida. Per la prima volta su Marte, una sonda venne equipaggiata per rilevare acqua nei pressi della superficie e mappare i depositi minerari dati dall'attività acquatica passata;[125][126][127][128]
- Caratterizzare il clima di Marte: Marte oggi è troppo freddo e ha un'atmosfera troppo sottile per supportare acqua liquida sulla superficie. Tuttavia, Odyssey ha scoperto che gran parte dell'acqua marziana è intrappolata sotto la superficie in forma solida. La sonda ha dunque misurato la quantità di ghiaccio permanente al suolo e i suoi cambiamenti stagionali. Inoltre gli studi fatti sulla geologia morfologica e i minerali (soprattutto quelli che si formano in presenza di acqua) hanno aiutato a comprendere il ruolo dell'acqua nell'evoluzione del clima marziano sin dalla formazione del pianeta avvenuta circa 4,5 miliardi di anni fa;[123][129]
- Caratterizzare la geologia marziana: il Mars Odyssey ha mappato gli elementi chimici (ad esempio carbonio, silicio, ferro ecc.) e i minerali che costituiscono il pianeta rosso, aiutando a comprendere lo sviluppo morfologico cronologico del pianeta. Gli elementi chimici sono i mattoni dei minerali, i quali sono i mattoni delle rocce, e tutti questi si relazionano con la struttura e geologia della superficie marziana, e il loro studio permette di comprendere la storia geologica e climatica di Marte e il suo potenziale di vita presente o passata;[123][130]
- Preparare l'esplorazione umana: lo strumento MARIE ha fornito una prima panoramica sui livelli di radiazioni su Marte relazionandoli ai potenziali rischi affrontati da possibili equipaggi futuri. L'esperimento ottenne dati durante il viaggio interplanetario e in orbita, in modo che i futuri progettisti di missione sapranno ottimizzare al meglio i viaggi abitati verso il pianeta rosso.[131][132][133]

## Costi ed estensioni della missione

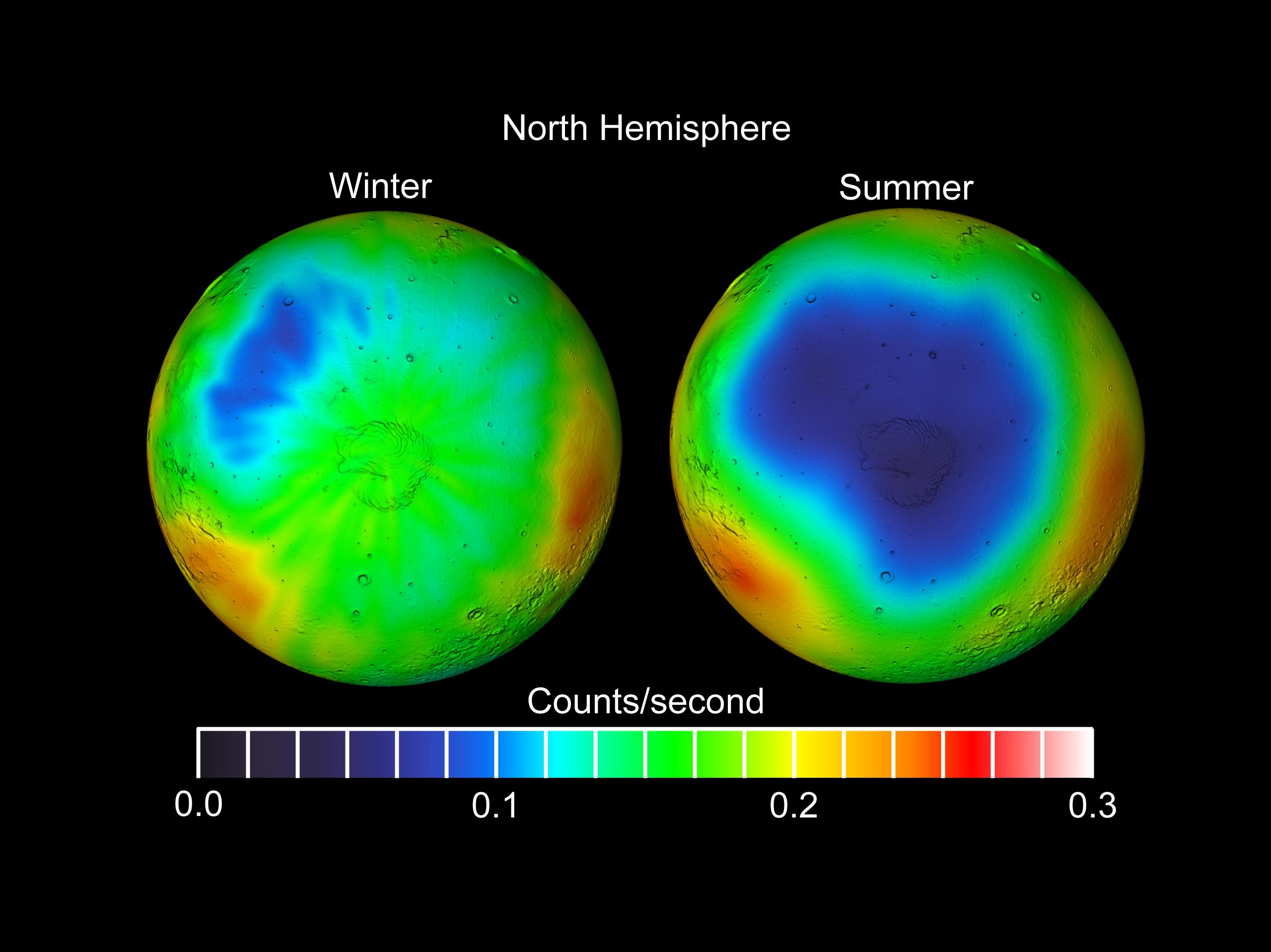
Un'immagine ottenuta grazie al GRS a bordo del 2001 Mars Odyssey che mostra i cambiamenti stagionali sulle calotte di Marte

Nell'aprile e ottobre 2001 la NASA pubblicò 2 documenti contenenti informazioni riguardanti il lancio e l'arrivo della sonda in orbita marziana; tra le varie informazioni veniva riportato che il costo complessivo della missione, escluse le estensioni successive al luglio 2004, era di 297 milioni di dollari, di cui 165 milioni per lo sviluppo della sonda e degli strumenti scientifici, 53 milioni per il veicolo di lancio Delta II 7925 e 79 milioni per le operazioni e le elaborazioni scientifiche.
La prima estensione della missione venne eseguita nell'agosto 2004, con un budget di 35 milioni di dollari fino a settembre 2006. Il 1 ottobre 2006 la missione venne estesa ulteriormente a tempo indeterminato per analizzare i cicli stagionali di Marte con l'ausilio di un nuovo software di volo capace di selezionare immagini ad alta priorità e una nuova orbita dalla quale osservare direttamente le regioni polari, continuando a fungere da ripetitore per le comunicazioni dei MER in superficie. Il 13 ottobre 2008 la missione venne ulteriormente estesa di 2 anni, seguita da una quarta estensione fino al settembre 2012, prevedendo che il propellente rimasto sarebbe stato sufficiente ad alimentare la sonda almeno fino al 2015, ma nel febbraio dello stesso anno erano rimasti 21,6 kg di propellente con un consumo medio annuale di 1,4 kg, allungando la durata della missione per altri 6 anni.
Al 2015 i costi complessivi della missione, inclusi sviluppo, assemblaggio, test, lancio e operazioni, ammontavano a circa 508 milioni di dollari.
Si prevede che la sonda, viste le ottime condizioni, rimarrà operativa almeno fino al 2026.

## Galleria d'immagini

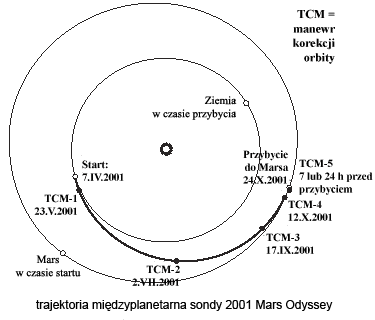
Traiettoria di volo del 2001 Mars Odyssey
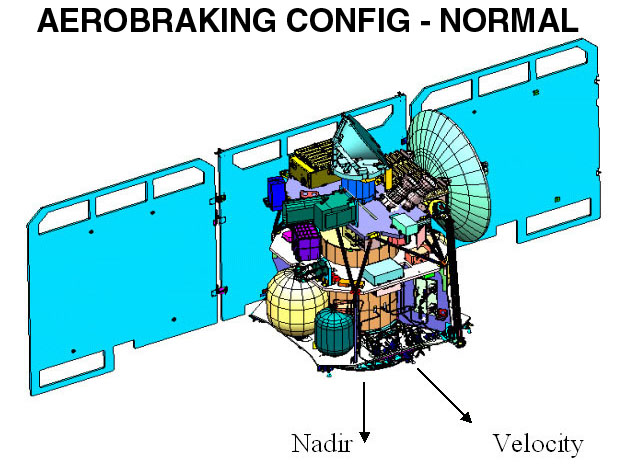
L'assetto della sonda durante la fase di aerobraking
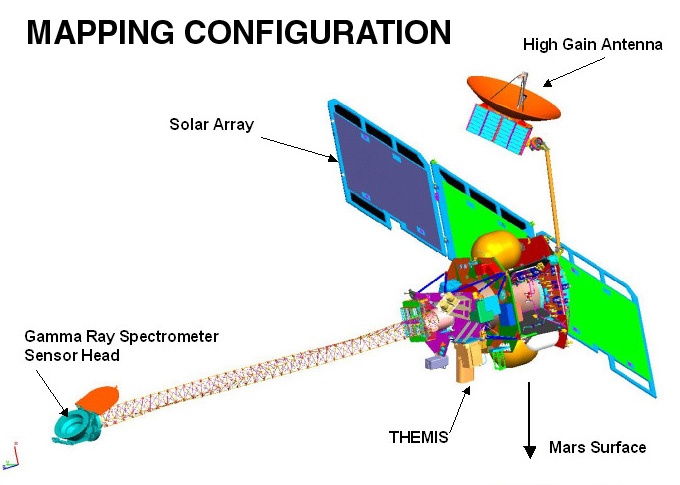
Configurazione della sonda durante la missione primaria
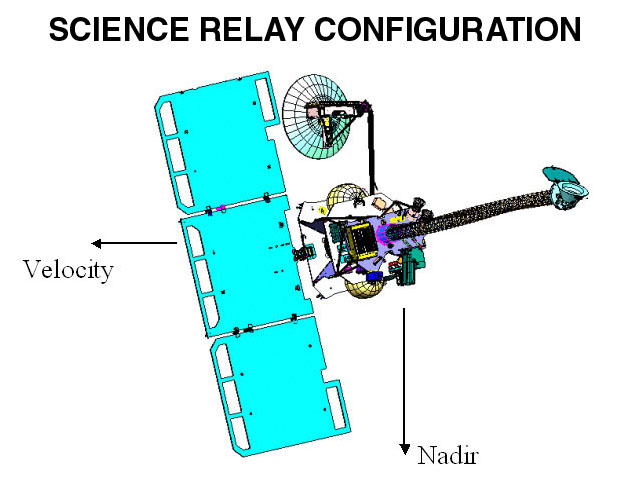
La sonda come ripetitore per i lander e i rover in superficie
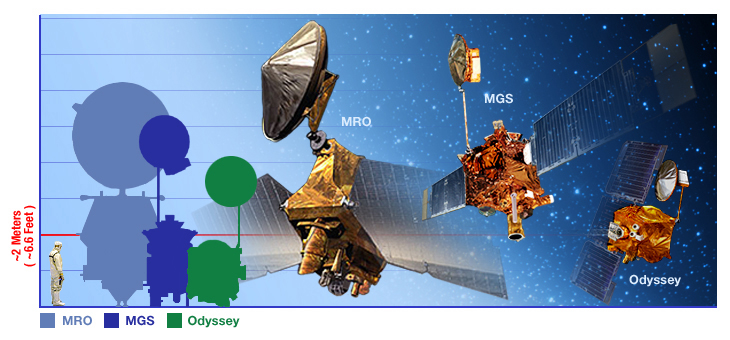
Le dimensioni del 2001 Mars Odyssey rispetto al Mars Global Surveyor e al Mars Reconnaissance Orbiter
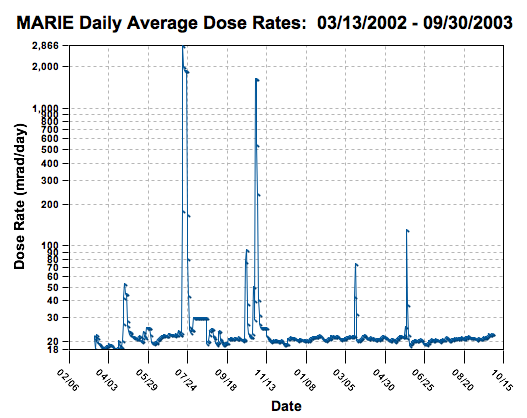
Grafico che mostra le quantità di radiazioni rilevate dallo strumento MARIE nel 2003